# Balsa
Balsaträd (Ochroma pyramidale) är en art i familjen malvaväxter och förekommer vildväxande i norra Sydamerika, Mellanamerika och Västindien. Trädet finns även i plantager i Afrika och Asien. Virket från trädet kallas balsa, balsaträ eller korkträ. Andra produktnamn är corkwood, palodelana, quattier, tami och topa. Balsaträd räknades tidigare till kapokväxterna (Bombacaceae), men hela denna familj räknas numera till malvaväxterna.
Balsaträ är det lättaste av alla kommersiellt vanliga träslag.

## Trädet
Balsa är ett vanligt träd i Amazonas låglänta regnskogsområden. Det trivs bäst i fuktig men väldränerad jord. Den största produktionen, mer än 75% av världens balsaträ, sker på plantager i Ecuador. 

Trädet är snabbväxande och kan växa mer än 3 meter på ett år. Efter cirka tio år avstannar tillväxten. Höjden är då 20-25 meter (eller mer) och diametern cirka 60 cm. De lätt kantiga bladen blir cirka 25 cm breda. Kronbladen, fem stycken, är gula och kan bli 12 cm långa eller mer. En frökapsel innehåller mängder av frön inneslutna i brunt luddigt hår. Det finns ingen tydlig skillnad mellan splint- och kärnved. Största delen av stammen består av parenkymvävnad och inte av vedfibrer.

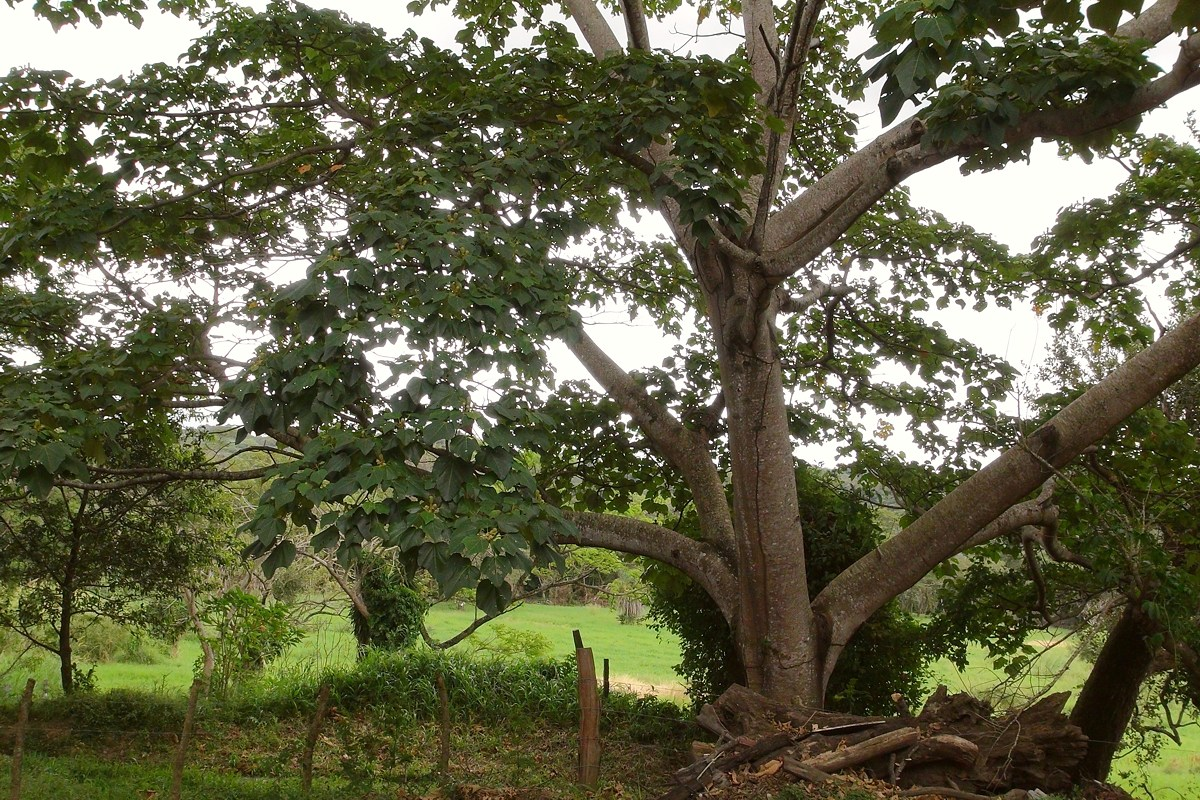
Balsaträd
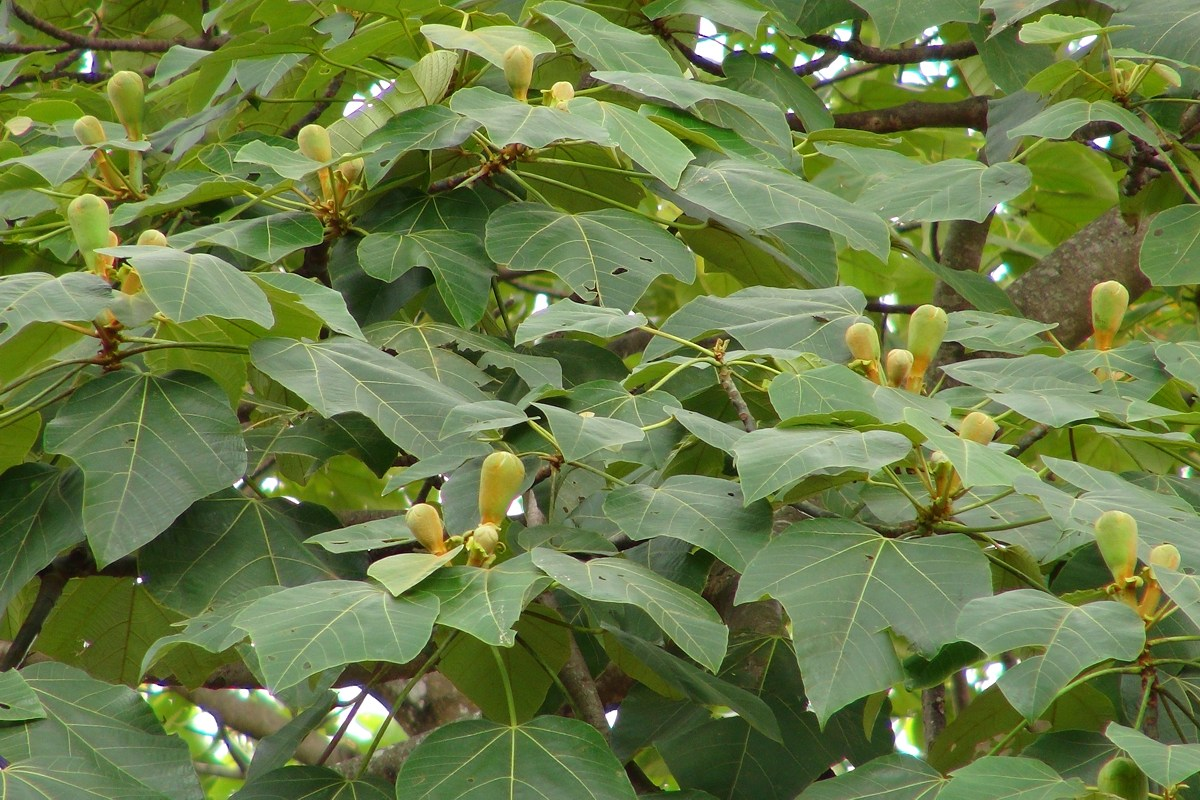
Blad och blomknoppar
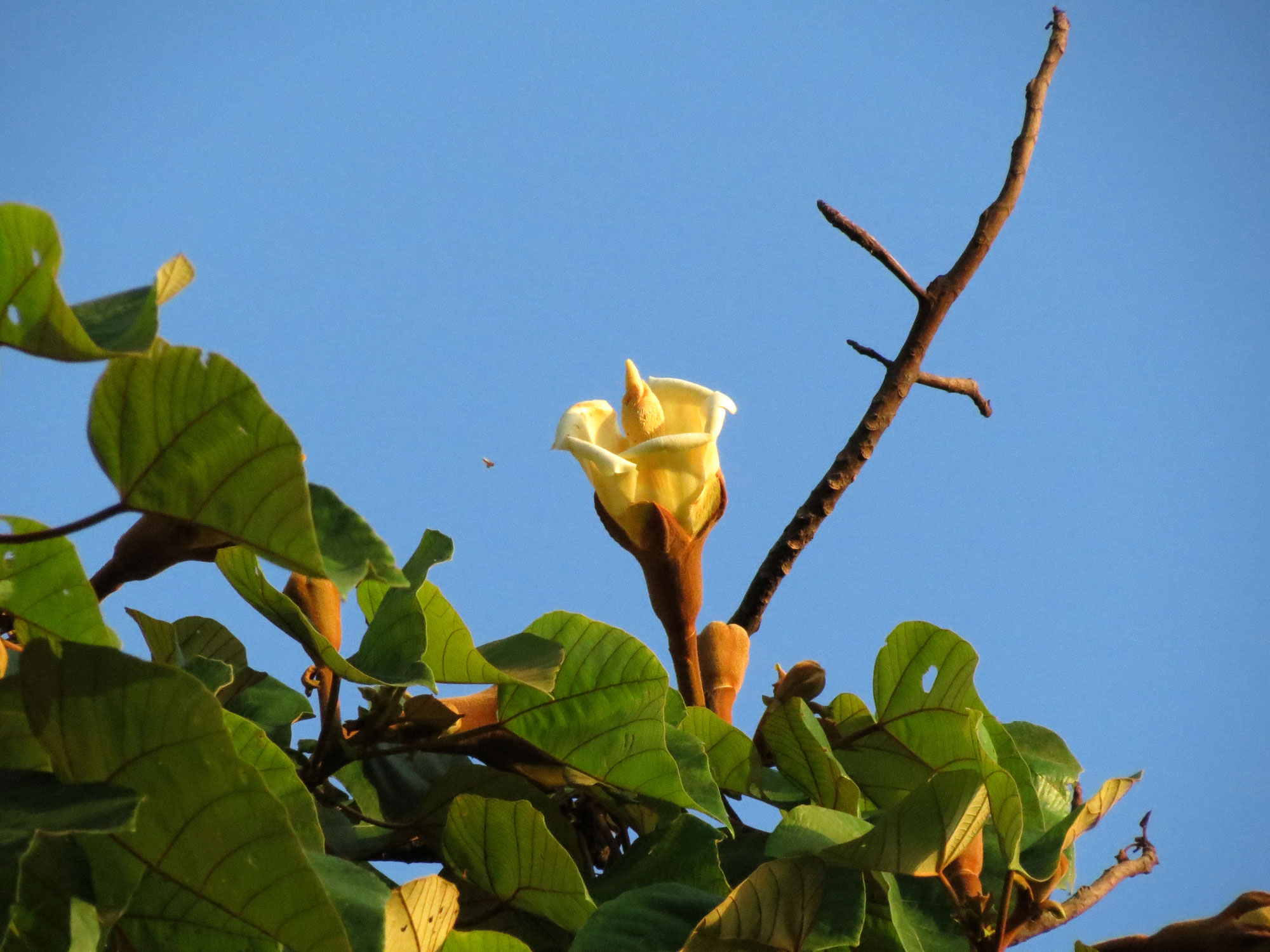
Utslagen blomma
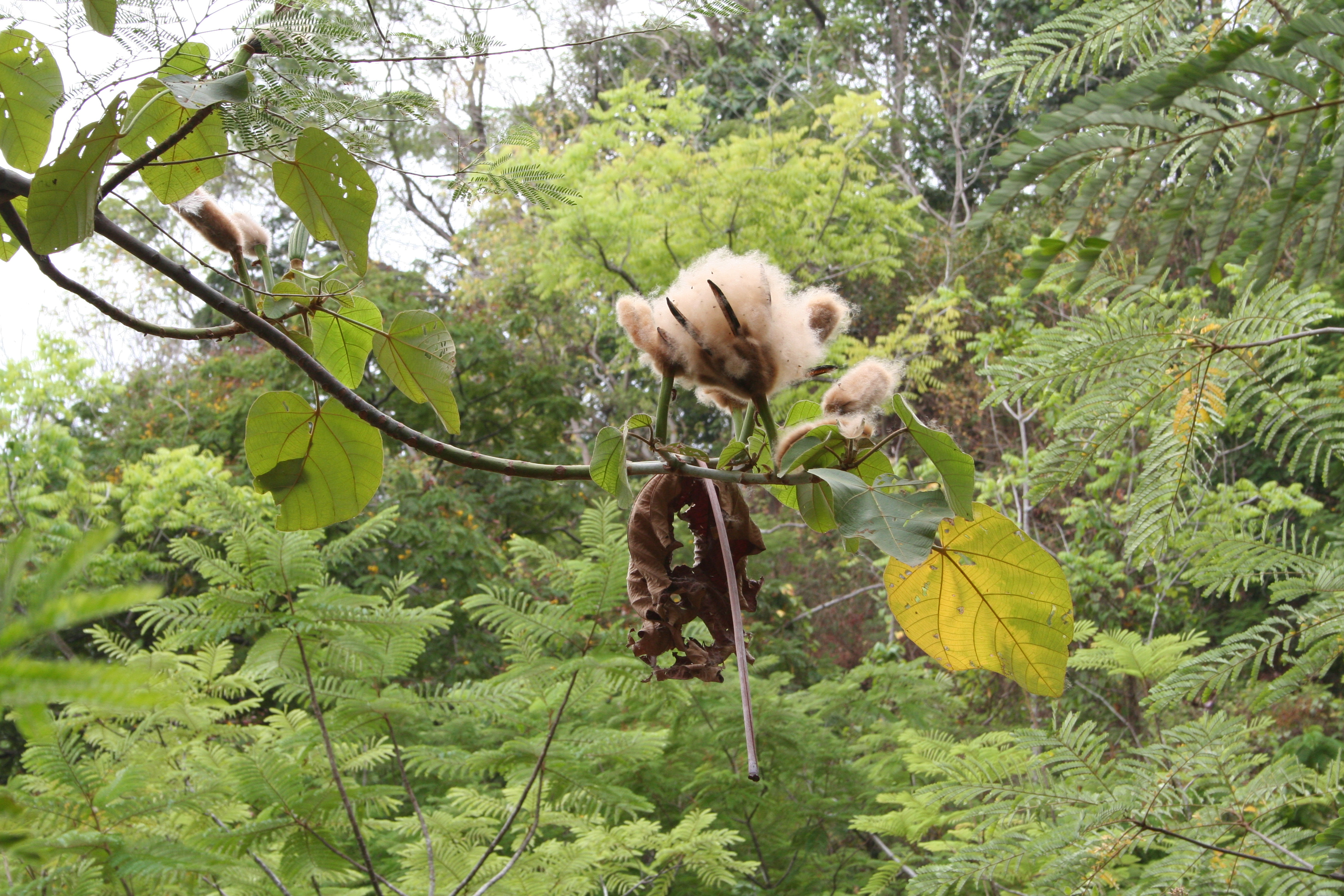
Sprucken frökapsel

## Egenskaper hos virket
Träets densitet är mycket låg – från 40 till 400 kg/m³ – men varierar kraftigt beroende på art och växtplats. Den låga tätheten beror på att det finns luftfickor i cellerna och att cellväggarna är lätta. Även inom ett och samma träd kan densiteten variera med det lättaste träet i mitten. När träet har torkats är densiteten för kommersiellt balsaträ 70-220 kg/m³ (furu 450-500 och ek 650-720 kg/m³). Det angrips mycket lätt av röta och insekter och spricker lätt vid torkning. Träets hållfasthet är absolut sett låg men i relation till densiteten hög. Det är mjukt och lätt att bearbeta med vassa verktyg som rakblad och skalpell.

## Användning

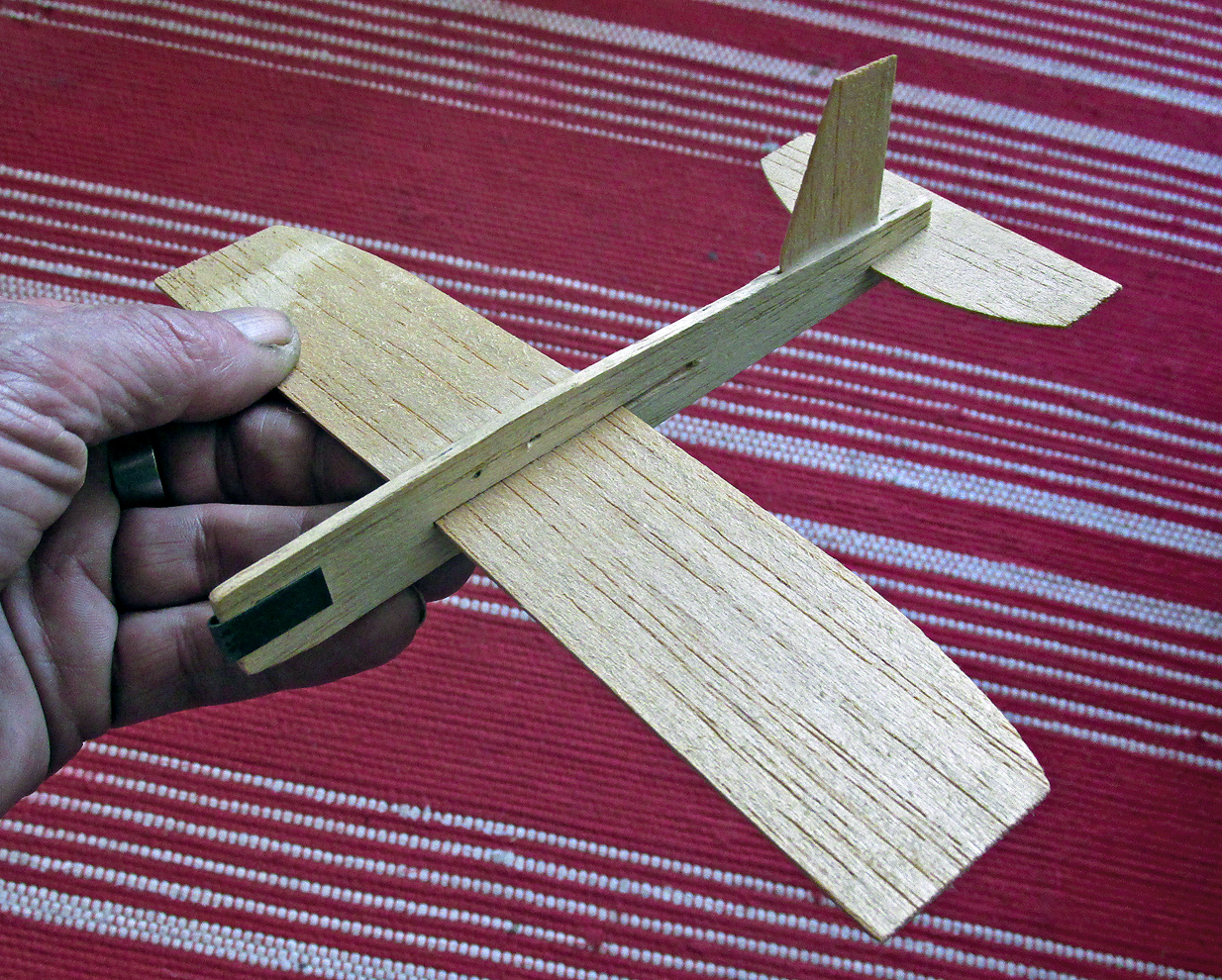
Ett litet enkelt modellflygplan i balsaträ.

- Balsa har under århundraden använts i Sydamerika för att bygga båtar och flottar. Ordet balsa betyder flotte på spanska. Ännu idag är det ett vanligt material i livbojar och flytvästar. Träet kan då impregneras med paraffin för att bli vattenavstötande[1]. Flotten Kon-Tiki byggdes av balsastockar.
- Frökapslarnas ulliga innehåll har traditionellt använts för att stoppa madrasser och kuddar.[4]
- Balsaträ är värmeisolerande och har därför använts i kylskåp.
- Ljudisolering.
- Stötupptagande förpackningsmaterial.
- Balsaträ är ett omtyckt material för bygge av modellflygplan, både på grund av den låga vikten och för att det lätt att bearbeta.
- Laminatkärna i flygplanskroppar. Balsaträ lamineras med aluminium i en sandwichkonstruktion.[3]
- Laminatkärna i vingar för vindkraftverk. Balsaträ lamineras med glasfiberplast i en sandwichkonstruktion. Detta är en användning som blivit mycket omfattande på 2000-talet och periodvis lett till brist på materialet. Balsaplantagerna i Ecuador har blivit en viktig inkomstkälla för ursprungsfolket i området, men också drabbat befolkningen när världsekonomin stagnerat och prisnivån därmed sjunkit. Balsaträ är fortfarande (2021) det dominerande materialet för laminatkärnor, men har allt mer kommit att ersättas av PET-skum.[5][2][6]